# Зилбертс, Эмилс
Эмилс Зилбертс (латыш. Emīls Zilberts; род. 25 мая 1980, Рига) — латвийский композитор и ударник, участник рок-группы Autobuss Debesīs (с латыш. — «Автобус в небесах») и музыкальный руководитель Валмиерского драматического театра. Сын пианиста Вентиса Зилбертса.

## Биография
Окончил Музыкальную школу имени Эмиля Дарзиня по классу кларнета, затем учился в Латвийской музыкальной академии у Гиртса Паже. Играл на кларнете в военном оркестре, затем в течение двух лет в Лиепайском симфоническом оркестре под руководством Имантса Ресниса, однако в итоге отказался от этого направления в своей карьере.
Начал играть на барабанах в школьной рок-группе, созданной его старшим братом Мартыньшем Зилбертсом. В 1998 году совместно с бывшим товарищем по школе Мартом Кристианом Калныньшем создал группу Autobuss Debesīs (с латыш. — «Автобус в небесах»).
С 2000 года работает в Валмиерском драматическом театре, пишет музыку к спектаклям. С 2005 года занимает должность музыкального руководителя. Написал музыку для нескольких постановок Ольгерта Кродерса («Король Лир», «Идиот», «Каменное гнездо»); за музыку к «Идиоту» дважды удостоен премии «Ночь лицедеев» 2006 года — в номинациях «Лучшая музыка к драматическому спектаклю» и «Театральный дебют года».

## Личная жизнь
Первая жена — драматург Эвита Сниедзе (ныне Эвита Ашерадена). Вторая жена — Кристине Зилберте (урождённая Гранте). Двое детей.

### Творчество
Эмилс Зилбертс выступил как один из авторов альбома группы Autobuss Debesis (Bus in the Sky) — «Taureņiēm, kaijām un sparēm»" («Бабочкам, чайкам и стрекозам»).
Так же его авторству принадлежит музыка к спектаклям театра:
- Э. М. Ремарк «Триумфальная арка», реж. В. Брасла (2013)
- Л.Гершс «Бабочки свободны» (2013)
- Я. Гашек «Швейк», реж. В. Брасла (2012)
- Б. Томасс «Тетя из Бразилии», реж. В. Брасла (2010)
- Ф. Шиллер «Мария Стюарт», реж. O. Кродерс (2010)
- Э. Кестнерс «Эмилс и берлинские мальчики», реж. В. Брасла (2010)
- Л. Гундарс «Время латышей», реж. В. Meйкшанс (2009)
- В. Шекспир «Двенадцатая ночь», реж. A. Лепикс, Эстония (2009)
- A. Чехов «Вишневый сад», реж. O. Кродерс (2009)
- E. Сниедзе «До весны», реж. О. Кродерс (2008)
- В. Шекспир «Гамлет», реж. O. Кродерс (2008)
- Р. Блауманис «В тени смерти», реж. М. Эйхе (2007)
- В. Шекспир «Король Лир», реж. О. Кродерс (2006) (за музыку к спектаклю композитор получил награду «Автор музыки года»)
- Э. М. Ремарк «Три друга», реж. В. Брасла (2006)
- Ф. Достоевский «Идиот», реж. O. Кродерс (2006) (за музыку к спектаклю композитор получил награду в номинации «лучшая музыка драматического спектакля»)
- М. Твен «Том Сойер», реж. Ф. Дейчс (2005)

Авторская музыка к документальным фильмам:
- «Пятый Гамлет», творческое объединение «Номади», реж. K.Буране и M.Эйхе (2009)
- «Александр» студия «ЭХО», реж. Я. Вингрис (2006)